# Петропавловский округ
Петропавловский округ — административно-территориальная единица Казакской АССР, существовавшая в 1928—1930 годах.
Петропавловский округ был образован 17 января 1928 года под названием Кзыл-Джарский округ из частей Акмолинской губернии. Центром округа был назначен город Петропавловск. Округ был разделён на 21 район:
- Арык-Балыкский район. Центр — село Арык-Балык
- Балкашинский район. Центр — село Балкашинское
- Бейнеткорский район. Центр — посёлок Кедей
- Булаевский район. Центр — село Булаево
- Володарский район. Центр — село Володарское
- Ворошиловский район. Центр — город Петропавловск
- Кзыл-Аскерский район. Центр — посёлок Орнек
- Кзыл-Туский район. Центр — аул Кулы-Куль
- Кокчетавский район. Центр — город Кокчетав
- Красноармейский район. Центр — село Ново-Сухотинское
- Крестьянский район. Центр — город Кокчетав
- Ленинский район. Центр — село Явленское
- Октябрьский район. Центр — культпункт около села Володарское
- Пресновский район. Центр — село Пресновское
- Пресногорьковский район. Центр — село Пресногорьковское
- Рузаевский район. Центр — село Рузаевка
- Степановский район. Центр — село Степановка
- Трудовой район. Центр — город Петропавловск
- Тонкерейский район. Центр — культпункт у озера Майбалык
- Урицкий район. Центр — село Мариинское
- Щучинский район. Центр — село Щучинское
- Энбекшильдерский район. Центр — посёлок Казгородок

10 мая 1928 округ был переименован в Петропавловский.
17 декабря 1930 года округ, как и все остальные округа Казакской АССР, был упразднён, его районы укрупнены и переданы в прямое подчинение республиканским властям.